# Річард Броуді
Річард Броуді англ. Richard Reeves Brodie (10 листопада 1959 р.) - американський програміст та автор книг із меметики. Один із авторів програми Microsoft Word та бестселлера "Вірус розуму" англ. Virus of the Mind

## Життєпис
Народився у місті Ньютон (англ. Newton), штат Массачусетс. Після закінчення місцевої школи вступив до Гарвардського коледжу де вивчав математику та інформатику. Через два роки, покинув навчання у Гарварді те переїхав до Пало - Альто в Каліфорнії, де почав працювати у корпорації "Ксерокс" (англ. "Xerox"). 
У 1981 році перейшов на роботу у корпорацію Microsoft, як її 77 член та один із засновників відділу додатків (англ. Microsoft Application Division). Створив першу версію відомого текстового редактора Microsoft Word. У 1983 році став помічником Білла Ґейтса  
Броді двічі залишав компанію Microsoft. Перший раз у 1986 році, але повернувся в 1991 році (як головний розробник програмного забезпечення та провідний розробник проекту Omega) та другий раз у 1994 році.
В подальшому Броуді сконцентрувався на письменницькій діяльності. У першій книзі, 1993 року, "Справитись із минулим. як людині яка не потребує допомоги допомогти собі" (англ. "Getting Past OK: The Self-Help Book for People Who Don’t Need Help") він намагається відповісти на власну проблему відсутності зв'язку між щастям з одного боку та успіхом і фінансовим достатком - з іншого. У 1995 році з'явилась книга "Вірус розуму" (англ. Virus of the Mind), котра стала бестселлером та була перекладена багатьма мовами світу. В цій книзі Броуді розвиває ідеї, що були закладені у теорії мемів та меметиці. Він пропонує розуміти процеси які мотивують та пояснюють думки та діяльність людини її залученістю у змагання різних мемплексів, котрі творять ідеології, стереотипи поведінки, релігії тощо. Щоб звільнитись від влади непотрібних мемплексів (вірусів). Хоча у книзі "Вірус розуму", людина постає як інструмент змагання та поширення "вірусів" - мемів, однак Броуді усвідомлює, що людська екзистенція не може існувати без розумової діяльності, яка не може відбуватись інакше як у вигляді сприйняття та поширення різних мемів. У цьому зв'язку, Броуді пропонує навчитись самому обирати ті мемплекси, які зроблять життя людини найбільш повним і насиченим. Для цього автор рекомендує застосовувати практику дзен, котра допомагає звільнити свідомість від внутрішнього діалогу, який є проявом активності мемів.

## Книги
- Virus of the Mind: The New Science of the Meme, Hay House, 2004.  ISBN 978-1-4019-2468-3
- Getting Past OK: The Self-Help Book for People Who Don't Need Help, Hay House, 2009.  ISBN 978-1-4019-2697-7